# بخش کالسکرونا
بخش کالسکرونا (به سوئدی: Karlskrona kommun) یک ناحیه شهری در سوئد است که در شهرستان بلکینگه واقع شده‌است.